# Foobar2000
Foobar2000 es un reproductor de audio gratuito para Windows, desarrollado por Peter Pawlowski, quien trabajó para Nullsoft. Posee una interfaz minimalista y gran soporte para metadatos. La capacidad teórica máxima del sampling rate y la profundidad de bit superan cómodamente la capacidad del equipamiento de audio profesional.
Para maximizar la fidelidad sonora del equipamiento de categoría consumidor, provee noise shaping y dithering. También posee un número de plugins (agregados), tanto oficiales como realizados por terceros, que expanden enormemente las características y habilidades del reproductor. A pesar de que el núcleo del programa es de código cerrado, el autor provee un extenso SDK (kit de desarrollo), el cual está bajo licencia BSD y contiene gran parte del código usado en muchos componentes.

## Características fundamentales
- Foobar2000 soporta los siguientes formatos: MP1, MP2, MP3, MP4, MPC, AAC, Ogg Vorbis, FLAC / Ogg FLAC, WavPack, WAV, AIFF, AU, SND, CDDA, WMA, Opus y otros, añadiendo componentes.
- También cuenta con la capacidad de reproducir desde formatos comprimidos, como: Zip, Rar y Gzip (GZ)
- Atajo de teclado personalizable.